# Vargöns station
Vargöns station ligger i Vargön vid Älvsborgsbanan. Stationen ligger cirka 500 m från samhällets mittpunkt Fyrkanten.
I Vänersborgs kommun finns ytterligare två stationer, Vänersborg och Öxnered.
Tågen började gå år 1867 när Älvsborgsbanan var färdigbyggd. Stationsbyggnaden byggdes i slutet av 1800-talet och ritades av Claes Adelsköld. Den revs 2011. Det finns sedan 2010 i stället ett vindskydd.
Stationen saknar bussförbindelser, närmsta busshållplats är Vargön Fyrkanten som ligger 400 meter bort.